# 釜山国際フォーラム

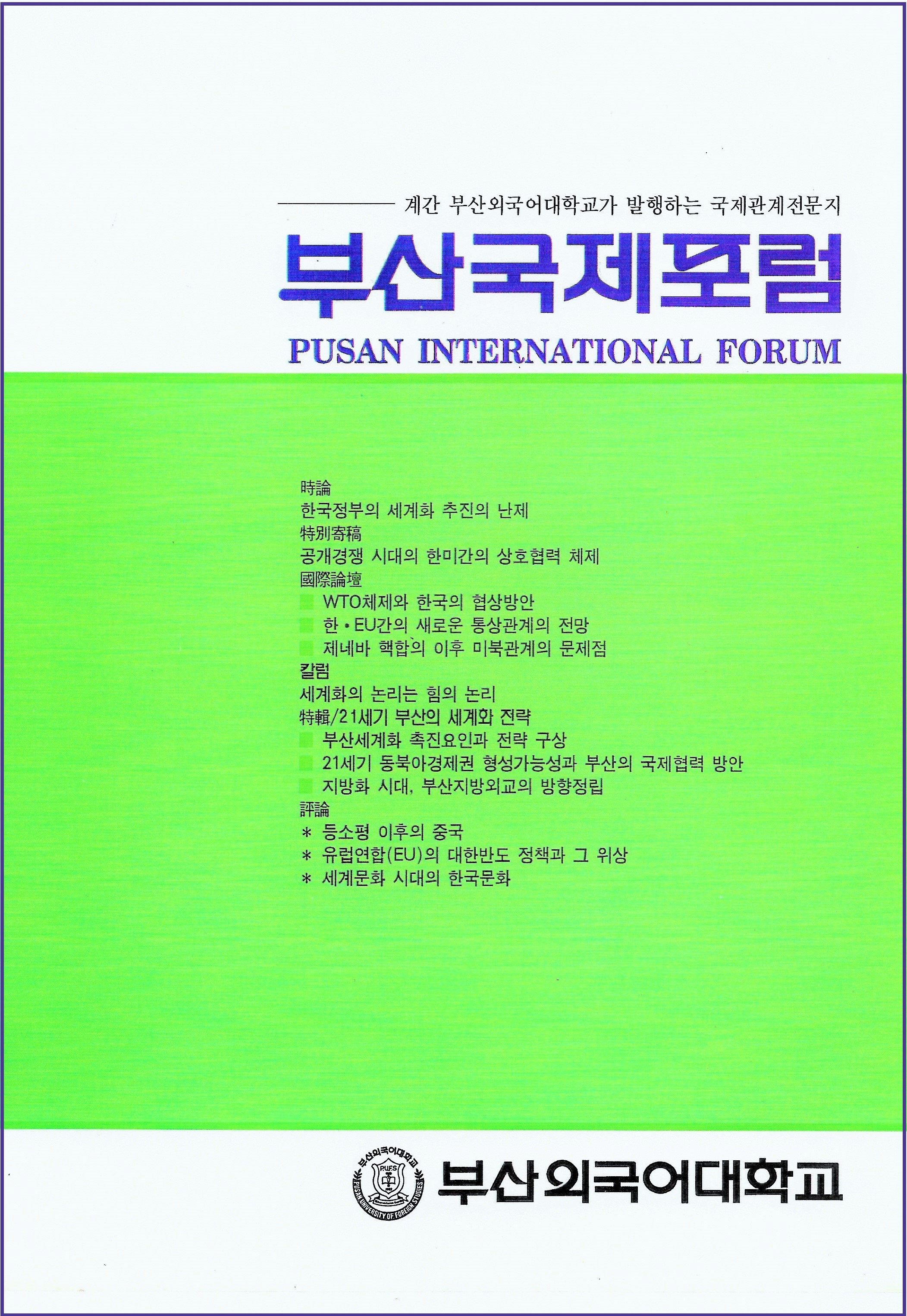
釜山国際フォーラム

釜山国際フォーラム（Pusan International Forum:プサン コクサイ フォーラム、朝: 부산국제포럼）は釜山外国語大学で発行した韓国の季刊誌。
釜山国際フォーラム（Pusan International Forum）は釜山外国語大学で発行した国際関係の学術雑誌で、韓国、ソウル地域を除いた地域の大学で発行した最初の総合国際関係学術ジャーナル紙だ。初めには時事ジャーナルの表題'季刊釜山外大'で創刊されたが1995年5月4日に国際関係の学術雑誌に変更した。 釜山国際フォーラムは韓国社会の国際関係の全般に関する時論、国際論壇、コラムと特集、評論などを扱ったし韓国に常駐する外国大使の特別寄稿文を掲載した。 創刊当時発行人はソウル大学の総長を歴任した朴奉植博士と河承武 詩人が編集人兼編集主幹を引き受けた。

## 来歴
- 1994年5月《季刊釜山外大》で創刊.
- 1995年8月《季刊釜山国際フォーラム》で表題および発行目的変更.
- 1998年廃刊.(紙齡17号)

## 主な筆陣
- James T. Laney(元 駐韓米国大使, 元 エモリー大学 総長)
- 趙淳(元 副総理, 元 ソウル特別市長)
- 姜慶植(元 副総理兼財務長官)
- 河承武(元 釜山国際フォーラム 編集人兼編集主幹)
- 山下新太郎 (外交官)(元 駐韓日本大使) その他.